# Cuộc sống bóng tối
Cuộc sống bóng tối là một giả thuyết được đề xuất bởi nhà vũ trụ học Paul Davies, chủ tịch của SETI: Nhóm nghiên cứu khoa học và công nghệ sau phát hiện của Viện hàn lâm quốc tế. Lý thuyết cho thấy rằng nếu sự sống đã phát triển trên Trái Đất hơn một lần, các vi sinh vật có thể tồn tại trên Trái Đất không có mối liên hệ tiến hóa với bất kỳ dạng sống nào đã được biết đến khác. Ông nghĩ rằng nếu các nhà khoa học phát hiện ra một dạng thay thế của sự sống vi sinh vật trên Trái Đất, thì tỷ lệ rất tốt là sự sống cũng phổ biến ở những nơi khác trong vũ trụ.   Ông cho rằng các chỉ số khả thi có thể là các hóa sinh thay thế như amino acid "tay phải", hoặc mã di truyền khác, hoặc thậm chí là một loại hóa chất khác cho vật liệu di truyền không phải là chuỗi axit nucleic (ADNA hay ARN) hoặc polyme sinh học.  Giả thuyết này suy đoán rằng hậu duệ của bất kỳ "nguồn gốc thứ hai" nào có thể tồn tại cho đến ngày nay trong một sinh quyển bóng tối.